# Kulinovci
Kulinovci es un pueblo ubicado en el municipio de Čačak, en el distrito de Moravica, Serbia.

## Superficie
Posee una superficie de 2,447 kilómetros cuadrados.

## Demografía
Según el censo de 2022 la población era de 340 habitantes, con una densidad de población de 138,9 habitantes por kilómetro cuadrado. La población total de hombres y mujeres era de 176 y 164 respectivamente. Por edades, los grupos se conformaban de la siguiente manera: 51 los menores de edad y adolescentes (0-17 años), 212 al grupo de adultos (18-64 años) y 77 las personas de la tercera edad (mayores de 65 años).